# Night Hawk River
Night Hawk River är ett vattendrag i Kanada.   Det ligger i provinsen Ontario, i den sydöstra delen av landet, 500 km nordväst om huvudstaden Ottawa. Night Hawk River ligger vid sjön Night Hawk Lake.
I omgivningarna runt Night Hawk River växer i huvudsak blandskog. Trakten runt Night Hawk River är nära nog obefolkad, med mindre än två invånare per kvadratkilometer.